# Urrutia migiurtinia
Urrutia migiurtinia är en insektsart som beskrevs av Baccetti 1990. Urrutia migiurtinia ingår i släktet Urrutia och familjen Thericleidae. Inga underarter finns listade i Catalogue of Life.